# Eliane Raheb
Eliane Raheb (en árabe إليان الراهب) (1972) es una cineasta y directora de documentales de Líbano. Hizo su debut como directora con su película Layali Bala Noom (Noches sin dormir) en 2012. Su última película es La guerra de Miguel de 2021, que recibió el premio Teddy a la mejor película LGBT en el Festival Internacional de Cine de Berlín de 2021.

## Primeros años y educación
Eliane Raheb nació en 1972 en el Líbano, donde pasó la mayor parte de su juventud durante la guerra civil libanesa . En una entrevista de 2014, Raheb describió su juventud durante la guerra: «Recuerdo ir de un lugar a otro buscando refugio, como todos en aquella época. Vivimos momentos difíciles y dolorosos. A pesar de ello, salimos adelante: fuimos a la escuela y seguimos adelante con nuestras vidas... Nunca olvidaré los días de armonía social, cuando todos nos ayudábamos mutuamente». Tenía 19 años cuando terminó la guerra.
El abuelo de Raheb era dueño de un teatro en Zahlé, lo que despertó su interés por el cine. Dijo que su familia a menudo se refugiaba en el teatro de su abuelo durante la guerra y veía películas allí.  Comenzó a actuar en teatro,  trabajando con Roger Assaf. Además de actuar, comenzó a escribir y dirigir teatro. Luego Raheb pasó del teatro al cine y estudió en el IESAV en Beirut .

## Trayectoria

### Carrera temprana
El debut como directora de Raheb fue su cortometraje de 1995 The Last Screening, que trata sobre la relación entre una niña y el teatro de su abuelo. Raheb dirigió en 2002 el documental So Near Yet So Far, que trata sobre la Intifada del 6 de febrero que aplastó las esperanzas de visitar países vecinos para los niños que vivían en Líbano, Egipto y Jordania.
Suicide (2003) documenta la respuesta libanesa a la invasión estadounidense de Irak, mostrando a las agencias de inteligencia involucradas y a aquellos en el Líbano que aceptaron la propaganda iraquí y se unieron a la lucha.
Con su documental de 2008 This Is Lebanon, Raheb documentó el resurgimiento de la violencia en el Líbano. La película sigue la resistencia contra el establishment y la estructura familiar patriarcal, que, según Raheb, son en parte culpables del sectarismo político y religioso en el Líbano. This is Lebanon fue transmitido internacionalmente por televisión por ARTE, ZDF y Al Jadeed .

### Sleepless Nights(Noches de insomnio)
En su documental de 2012 Sleepless Nights, Raheb explora la ley de amnistía que se concedió a las personas que cometieron crímenes políticos durante la guerra y sus efectos sobre las víctimas y los perpetradores de estos crímenes. Con ese fin, Sleepless Nights retrata las vidas de Assaad Chaftari, un ex oficial de inteligencia y miembro de alto rango de una milicia de derecha, que mató a muchas personas, y de Maryam Saiidi, cuyo hijo desapareció en 1982. Raheb ideó Sleeples Nights después de interesarse por la historia de Chaftari. A través de su investigación y entrevista con él, Eliane cubrió las dos narrativas conflictivas que están presentes en la película.
Cuando se estrenó Sleepless Nights, tuvo problemas para conseguir una distribución a gran escala en el Líbano debido a su naturaleza documental. En cambio, la película se proyectó en tres cines libaneses gracias a los esfuerzos individuales de Raheb y sus partidarios. Future Television criticó a Sleepless Nights, calificándolo de "fracaso" por tener menos de 700 espectadores en una semana desde su lanzamiento. Sin embargo, la película fue aclamada y proyectada en varias plataformas, como Al Jazeera Documentary Channel y Al Jadeed . Jay Weissberg, escribiendo para Variety, dijo: "Es difícil encontrar una película libanesa que no se centre en la sangrienta guerra civil. Y, sin embargo, es aún más difícil encontrar una película que trate este tema mejor que Sleepless Nights".

### Those Who Remain(Los que quedan)
Su documental de 2018 Those Who Remain, que se proyectó  en más de 20 festivales, trata de un granjero cristiano de 60 años que vive en el norte del Líbano y que lucha por permanecer en su tierra en medio de tensiones sectarias. Raheb dijo: «Quería darle a la tierra un significado político, no solo geográfico». 

### Miguel's War(La guerra de Miguel)
En 2021, Raheb produjo y dirigió La guerra de Miguel, un documental híbrido que sigue a un hombre gay que regresa al Líbano después de 37 años de exilio en España. La película recibió el premio Teddy a la mejor película LGBTQ en el Festival Internacional de Cine de Berlín de 2021.

## Otros trabajos
Raheb también apoya a la comunidad cinematográfica libanesa enseñando cine en la Universidad de San José en Beirut y participando activamente en organizaciones culturales libanesas.
En 1999, fundó Beirut DC, una asociación cultural que apoya y promueve el trabajo de cineastas independientes en el Líbano a través de coproducciones y proyecciones. Viola Shafik, autora de Cine árabe: historia e identidad cultural, se refirió a la asociación de Raheb, Beirut DC, como "la columna vertebral del cine alternativo libanés". Raheb también ha sido directora artística del festival de cine Beirut Cinema Days durante seis ediciones. " Ayam Bayrut al-sinim'iya " consideró su gira de la Semana del Cine Árabe entre las iniciativas culturales más efectivas de su asociación.
Junto con el productor Nizar Hassan, que produjo Sleepless Nights, Raheb fundó Free Arabs (2011-2012), un proyecto internacional de cine documental multimedia. Free Arabs produjo 160 cortometrajes, todos ellos realizados por jóvenes cineastas de siete países que participaron en la Primavera Árabe. Los 160 documentales cortos que describen la vida de la población árabe durante las revoluciones se publicaron en línea. La productora de Raheb, Itar Productions, con sede en el Líbano, está activa en todo el mundo árabe.

## Estilo y temas
A Raheb le interesan las experiencias libanesas. Al comentar sobre su propio trabajo, Raheb afirmó: «Ante la ausencia de una estructura de la industria cinematográfica en el Líbano, los cortometrajes han cumplido la inestimable tarea de narrar la vida en el Líbano después de la guerra. Proporcionan el material para un cine potencial». Describió que el cine es una herramienta que debería utilizarse para desentrañar el pasado del Líbano.
La infancia de Raheb influyó en gran medida en su trabajo. Dijo que "nunca entendió las pequeñas guerras dentro de la grande". Más tarde, dijo: «La guerra persiste en mi cabeza y siempre busco sus huellas. Por eso quise plantear mis preguntas en la pantalla». Comenzó a trabajar en su primer documental sociopolítico en 2000.
Raheb comentó sobre su estilo objetivo en Sleepless Nights: «En el cine, la objetividad es una gran mentira. Intenté ser lo más objetiva posible. Por eso no hice una película sobre la Guerra Civil Libanesa. Más bien, hice una película sobre dos personas que vivieron la guerra. Partí de esa realidad para contar su historia, no la mía. Esta película no es un reportaje periodístico sesgado; es una obra creativa que se identifica con lo humano: sus emociones, miedos y sueños».
Debido a su naturaleza política, el trabajo de Raheb es en gran parte documental. Ella dijo: "Aprendí;...a través del documental, cómo recuperar la ficción... así que estoy tratando con un tema que es importante, pero estoy teniendo personajes reales en lugar de tener actores; pero si quiero ser cinematográfica, tengo que tratarlos como si fueran personajes de una película....Tengo que darles tiempo para que desarrollen su propia historia con una línea dramática".

## Premios y nominaciones
El documental de Raheb This Is Lebanon recibió el Premio a la Excelencia en el Festival Internacional de Cine Documental de Yamagata. En el Festival de Cine de Mumbai, Suicide obtuvo el segundo lugar; Sight & Sound incluyó la película en su lista de las 25 mejores películas internacionales de 2013. Suicide también ganó concursos, incluido el Premio de Derechos Humanos en el Festival Internacional de Cine Invisible en Bilbao, España; un premio para películas documentales en el Festival Birds Eye View en Londres y la competencia de largometrajes en el Festival LAIFF en Argentina. Those Who Remain ganó el Premio Especial del Jurado Muhr Feature Award en el 13º Festival Internacional de Cine de Dubai.

## Filmografía
| Año  | Título             | Role                                            | Notas        |
| ---- | ------------------ | ----------------------------------------------- | ------------ |
| 1995 | The Last Screening | directora                                       | cortometraje |
| 1996 | Encounter          | directora                                       | cortometraje |
| 2001 | So Near Yet So Far | directora                                       | documental   |
| 2003 | Suicide            | directora                                       | documental   |
| 2008 | This is Lebanon    | directora, guionista                            | documental   |
| 2012 | Sleepless Nights   | directora, productora ejecutiva e investigadora | documental   |
| 2016 | Those Who Remain   | directora, productora                           | documental   |
| 2021 | Miguel's War       | directora, productora                           | documental   |